# Traslado de la capital de Rusia de San Petersburgo a Moscú
En 1727, durante el reinado del emperador ruso Pedro II, la capital de facto de Rusia (hasta 1730) fue transferida de San Petersburgo a Moscú, aunque San Petersburgo siguió siendo formalmente la capital.

## Antecedentes
En 1712, la capital de Rusia se trasladó de Moscú a la recién construida San Petersburgo. Esta ciudad, a diferencia de Moscú, era una ciudad portuaria y contaba con edificios modernos, en contraste con los edificios medievales de Moscú. San Petersburgo se convirtió primero en la capital del Zarato moscovita y luego del Imperio ruso, el centro de la vida política, cultural y social.
San Petersburgo tenía el estatus de capital bajo Catalina I, así como en el período inicial del reinado de Pedro II.

## Transferencia

### Antecedentes
A fines de 1727, Aleksandr Ménshikov, que anteriormente había actuado como regente de un soberano menor, cayó en desgracia y fue desterrado. Mientras tanto, los viejos boyardos, a quienes no les gustaba San Petersburgo y vivían en Moscú, ganaron fuerza. Además, la abuela del emperador Pedro II, Evdokía Lopujiná, fue encarcelada en el Convento Novodévichi de Moscú. Esto provocó el traslado de Pedro II y su corte a Moscú.

### Moscú como capital entre 1728-1730
La estancia de Pedro II en Moscú comenzó con su coronación en la Catedral de la Asunción del Kremlin de Moscú, donde tradicionalmente los gobernantes rusos se casaban.
En Moscú, los viejos boyardos ganaron aún más poder y Pedro II comenzó a disfrutar de su estancia en Moscú. Murió en Moscú y fue enterrado allí.

## Consecuencias
- Debido al traslado de la capital a Moscú y la muerte allí de Pedro II, se convirtió en el último monarca ruso en ser enterrado en la Catedral del Arcángel del Kremlin de Moscú.